# Jeremias van Vliet
Jeremias van Vliet (in Thailand ook wel: Wan Walit - วัน วลิต; Schiedam, ca. 1602 - aldaar, februari 1663) was lid van de Vereenigde Oostindische Compagnie ofwel de V.O.C. In de hoedanigheid van directeur van het VOC-Handelskantoor in Ayutthaya, de hoofdstad van het Thaise Koninkrijk Ayutthaya, was hij een belangrijke vastlegger van de geschiedenis van Thailand tot 1642.

## Levensloop
Jeremias van Vliet werd rond 1602 in Schiedam geboren. Over zijn jeugd is niet veel bekend, behalve dat hij een van de jongste van de vijf zonen van Eewout Huybrechtszoon en Maritge Cornelisdochter van Vliet was, beiden welgestelde burgers van de stad Schiedam.
Evenals zijn beide oudere broers Eewout en Daniël trad hij in dienst van de Vereenigde Oostindische Compagnie, om in Azië zijn geluk te zoeken. In mei 1628 voer Jeremias in de rang van assistent met het schip Het Wapen van Rotterdam naar Batavia (het huidige Jakarta). Na een lange reis om de Kaap de Goede Hoop kwam hij in februari 1629 in Batavia aan.
Na een paar maanden in Batavia werd Van Vliet in juni 1629 naar Japan gestuurd. In de handelspost van Hirado werkte hij zich in de drie daaropvolgende jaren op tot de rang van junior koopman. Daar leerde hij de handel van de VOC met Japan, Taiwan en Thailand kennen. In januari 1633 was hij weer terug in Batavia. Daar werd hij aangesteld als plaatsvervanger van Joost Schouten, die kort daarvoor tot directeur van het handelskantoor in Ayutthaya, de hoofdstad van Thailand, was benoemd. Met het zeilschip Delft voeren Schouten en Van Vliet naar Ayutthaya, om daar een vaste handelsnederzetting op te richten.
Omdat Joost Schouten veel op reis was, had Van Vliet aanvankelijk als plaatsvervangend directeur de leiding over de handel van de VOC in Thailand. In 1638 werd hij tot directeur benoemd. Die positie bekleedde hij tot 1642. In deze periode was Osoet Pegua (ook bekend als Tjau Soet) zijn concubine. Zij was afkomstig uit de Mon bevolkingsgroep. Samen kregen ze drie dochters.
In april 1642 vertrok Van Vliet definitief uit Ayutthaya, om in Batavia in het huwelijk te treden met Catharina Sweers, de zuster van het VOC-Raadslid Salomon Sweers (1611-1674).
In de maand september van dat jaar werd hem de post van gouverneur van Nederlands-Malakka aangeboden. Zijn huwelijk en zijn goede verstandhouding met Antonio van Diemen, de gouverneur-generaal van Nederlands-Indië zullen hem zeker geholpen hebben deze aanzienlijke positie te verwerven.
Kort voor de dood van Van Diemen, in april 1645, werd hij tot raadslid van Oost-Indië benoemd. Enige tijd later werd hij echter wegens corruptie en ongeoorloofde privé-transacties in zijn hoedanigheid van gouverneur, in Batavia aangeklaagd. In augustus 1646 vond het gerechtshof van Batavia Van Vliet op alle punten schuldig.
Zijn rang, salaris en zijn lidmaatschap van de VOC werden hem afgenomen. Desondanks kon hij, vermoedelijk door inmenging van zijn zwager Salomon Sweers, zijn plaats in de Raad van Indië behouden. In december 1646 keerde Van Vliet eervol naar Holland terug. Hij werd ingezet als admiraal van een flottielje van negen zeilschepen die over de Indische Oceaan en rond Kaap de Goede Hoop naar Nederland voeren. In augustus 1647 bereikte hij veilig de rede van Texel.
Over zijn verdere leven in Holland zijn maar weinig details bekend. Het is niet bekend of hij de VOC om een nieuwe aanstelling heeft verzocht. Wel is bekend dat hij veel moeite deed om de ouderlijke macht te krijgen over zijn drie dochters bij Osoet Pegua. Zij had ondertussen bij het Thaise hof van koning Prasat-Thong een zekere invloed gekregen. Pas na de dood van Osoet Pegua kon hun dochter Maria van Vliet in 1658 naar Batavia reizen, om met een zekere De Vos, een junior koopman, te trouwen. Het is niet bekend of Van Vliet zijn dochters ooit heeft weergezien. In 1650 stelde Rijklof van Goens voor de oudste, die heel blond was, te ontvoeren.
Jeremias van Vliet werd in 1652 in zijn geboortestad Schiedam tot burgemeester gekozen. Dit ambt bekleedde hij tot zijn dood in februari 1663.

## Werken
Als directeur van het VOC-handelskantoor in Ayutthaya schreef Van Vliet tussen 1636 en 1640 vier boeken, die tegenwoordig een waardevolle bijdrage aan de geschiedschrijving van het Thailand in de vroege 17e eeuw vormen:
- De "Kroniek van het „Picknick-voorval”" (Historisch Verhael van't gene des Vereenighde Oost-Indische Compagnies Dienaers, ..., in de Stadt Judia, wedervaren is) stamt eigenlijk uit Van Vliets dagboek, waarin hij een excuus voor de gebeurtenissen probeert te vinden: een groep dronken Nederlandse matrozen zou op een uitstapje een prins beledigd hebben en een boeddhistische tempel hebben ontwijd. Daarom had de koning ze ter dood veroordeeld, maar ze werden door de diplomatie van Van Vliet later weer vrijgelaten. Van Vliet kreeg eerst voor de voeten geworpen dat hij met betrekking tot dit incident niet adequaat had opgetreden, maar kon zijn meerderen bij een reis naar Batavia aan de hand van zijn dagboek van het tegendeel overtuigen. Het manuscript werd in 1647 samen met een beschrijving van de catastrofale ondergang van het zeilschip "Batavia" in leer gebonden door Jan Jansz in Amsterdam uitgegeven.
- De "Beschrijving van het Koningrijk Siam ..." is − voor zover bekend − de eerste gedetailleerde beschrijving van Ayutthaya als grotere Aziatische hoofd- en handelsstad. Van Vliet schreef het van 1637-1638. L.F. van Ravenswaay vertaalde deze beschrijving in 1910 in het Engels en publiceerde die in het Journal of the Siam Society.
- Het "Cort Verhael van't naturel eijnde der volbrachte tijt ende successie der Coningen van Siam ..." werd aanvankelijk niet gepubliceerd. Het rustte in de archieven van de VOC tot het in de jaren dertig van de 20e eeuw door professor Seiichi Iwao werd herontdekt. Hij vertaalde het in 1970 in het Engels.
- Het "Historiael Verhael der Sieckte ende Doot van Pra Interra-Tsia 22en Coninck in Siam ..." werd in 1663 door de Franse geschiedkundige Abraham de Wicquefort in het Frans vertaald. Deze Franse vertaling werd in 1904 op haar beurt door H.W.Mundie voor prins Damrong Rajanubhab in het Engels vertaald. In 1938 werd deze in het Journal of the Siam Society gepubliceerd.